# Friedenseichen Halle (Saale)

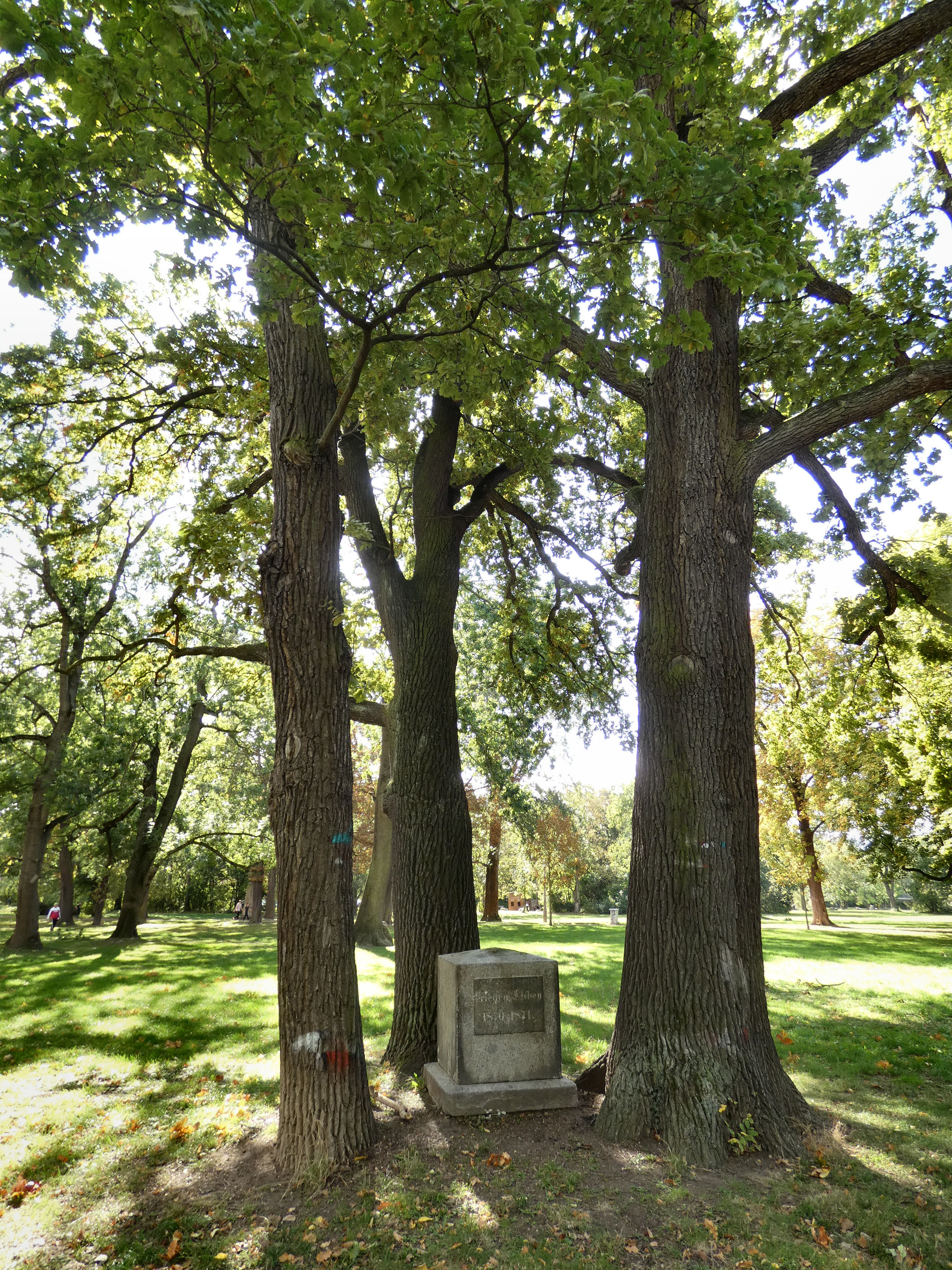
Friedenseichen auf der Würfelwiese in Halle (2019)

Die Friedenseichen sind Teil einer Gedenkstätte in Halle (Saale). Der zwischen ihnen aufgestellte Gedenkstein steht unter Denkmalschutz und ist im Denkmalverzeichnis von Sachsen-Anhalt mit der Erfassungsnummer 094 56564 003 als „Teilobjekt eines Baudenkmals – Kleindenkmal“ eingetragen, da die Denkmäler der Würfelwiese separat aufgeführt werden.

## Geschichte
Nach dem Sieg im Deutsch-Französischen Krieg im Jahr 1871 kam es in Folge der deutschen Reichsgründung zu einer Welle von Denkmalsetzungen. Besonders beliebt war dabei die Pflanzung von Gedenkbäumen, darunter insbesondere die von Friedenseichen. Auf der halleschen Würfelwiese befanden sich mit dem Carl-Wilhelm-Le-Veaux-Denkmal (errichtet 1808) und dem Völkerschlachtdenkmal (errichtet 1814) bereits zwei Denkmäler, weshalb man die Pflanzung dort durchführte. Ideengeber war Otto Eduard Vincenz Ule, der von 1850 bis 1876 Stadtverordneter war und sich insbesondere um die Gründung der halleschen freiwilligen Feuerwehr verdient machte und daher hoch angesehen war. Man wählte den Bereich am Mühlgraben als Standort und pflanzte hier am 11. April 1871 drei Friedenseichen, die am 11. April 1872 um den Gedenkstein ergänzt wurden.

## Beschreibung
Zwischen drei als Baumgruppe gepflanzten Eichen steht ein Würfel auf einer Bodenplatte. Seine Vorderseite trägt die Inschrift: 
Auf der Rückseite findet sich die Bezeichnung „Friedens-Eichen 1870-1871“.
Teil der Gedenkstätte war eine Zeitkapsel, die im Jahr 2007 geborgen wurde. Dafür musste der 2,5 Tonnen schwere Stein angehoben werden.